# NAACP Image Awards 2025
Die 56. NAACP Image Awards, die von der NAACP verliehen werden, wurden am 22. Februar 2025 im Pasadena Civic Auditorium in Pasadena, Kalifornien, verliehen. Ausgezeichnet wurden People of Color in verschiedenen Kategorien im Bereich Film, Fernsehen, Musik und Literatur für ihre Leistungen im Kalenderjahr 2022. Moderatorin war Queen Latifah. Im Fernsehen wurden die Awards von  BET sowie auf CBS übertragen. Kategorien, die nicht im Fernsehen übertragen wurden, wurden bereits im Livestream auf der Website des Awards am 21. Februar übertragen.
Die Nominierungen konnten zwischen dem 26. August und dem 8. November 2024 eingereicht werden. Über die Shortlist konnte vom 7. Januar bis zum 7. Februar 2025 abgestimmt werden. Die meisten Nominierungen konnte der Film The Piano Lesson von Malcolm Washington erreichen. Er erhielt insgesamt 14 Nominierungen.

## Film
| Bester Film | Beste Regie |
| --- | --- |
| - The Six Triple Eight - Bad Boys: Ride or Die - Bob Marley: One Love - The Piano Lesson - Wicked | - RaMell Ross — Die Nickel Boys (Nickel Boys) - Jeymes Samuel — The Book of Clarence - Malcolm Washington — The Piano Lesson - Reinaldo Marcus Green — Bob Marley: One Love - Steve McQueen — Blitz |
| Bester Hauptdarsteller | Beste Hauptdarstellerin |
| - Martin Lawrence – Bad Boys: Ride or Die - André Holland — Exhibiting Forgiveness - Colman Domingo — Sing Sing - John David Washington — The Piano Lesson - Kingsley Ben-Adir — Bob Marley: One Love                 | - Kerry Washington — The Six Triple Eight - Cynthia Erivo — Wicked - Lashana Lynch — Bob Marley: One Love - Lupita Nyong'o — A Quiet Place: Tag Eins (A Quiet Place: Day One) - Regina King — Shirley |
| Bester Nebendarsteller | Beste Nebendarstellerin |
| - Denzel Washington — Gladiator II - Brian Tyree Henry — The Fire Inside - Corey Hawkins — The Piano Lesson - David Alan Grier — The American Society of Magical Negroes - Samuel L. Jackson — The Piano Lesson       | - Ebony Obsidian — The Six Triple Eight - Aunjanue Ellis-Taylor — Exhibiting Forgiveness - Aunjanue Ellis-Taylor — Die Nickel Boys (Nickel Boys) - Danielle Deadwyler — The Piano Lesson - Lynn Whitfield — Albany Road |
| Bester ausländischer Film | Bester Independentfilm |
| - Emilia Pérez - An ihrer Stelle (El lugar de la otra) - Memoir of a Snail - Die Saat des heiligen Feigenbaums (دانه‌ی انجیر معابد) - The Wall Street Boy (Kipkemboi)                                                  | - Sing Sing - Albany Road - Exhibiting Forgiveness - Rob Peace - We Grown Now |
| Bester Newcomer | Bestes Ensemble |
| - Ebony Obsidian — The Six Triple Eight - Brandon Wilson — Die Nickel Boys (Nickel Boys) - Clarence Maclin — Sing Sing - Danielle Deadwyler — The Piano Lesson - Ryan Destiny — The Fire Inside                       | - The Six Triple Eight - Bob Marley: One Love - The Book of Clarence - The Piano Lesson - Wicked |
| Bester Animationsfilm | Beste Synchronisation – Film |
| - Alles steht Kopf 2 (Inside Out 2) - Kung Fu Panda 4 - Vaiana 2 (Moana 2) - Piece by Piece - Der wilde Roboter (The Wild Robot)                                                                                      | - Blue Ivy Carter — Mufasa: Der König der Löwen (Mufasa: The Lion King) - Aaron Pierre — Mufasa: Der König der Löwen (Mufasa: The Lion King) - Anika Noni Rose — Mufasa: Der König der Löwen (Mufasa: The Lion King) - Ayo Edebiri — Alles steht Kopf 2 (Inside Out 2) - Lupita Nyong'o — Der wilde Roboter (The Wild Robot) |
| Bester Kurzfilm | Bester Kurz-Animationsfilm |
| - Superman Doesn't Steal - Chocolate with Sprinkles - Definitely Not a Monster - If They Took Us Back - My Brother & Me                                                                                               | - Peanut Headz: Black History Toonz “Jackie Robinson” - if(fy) - Nate & John - Self - Walk in the Light |
| Kreativ-Newcomer (Motion Picture) | Bestes Drehbuch |
| - Malcolm Washington — The Piano Lesson - David Fortune — Color Book - RaMell Ross — Die Nickel Boys (Nickel Boys) - Titus Kaphar — Exhibiting Forgiveness - Zoë Kravitz — Blink Twice                                | - RaMell Ross, Joslyn Barnes — Die Nickel Boys (Nickel Boys) - Barry Jenkins — The Fire Inside - Steve McQueen — Blitz - Titus Kaphar — Exhibiting Forgiveness - Virgil Williams, Malcolm Washington — The Piano Lesson |
| Bester jugendlicher Darsteller in einem Film | Beste Kamera |
| - Skylar Aleece Smith — The Piano Lesson - Anthony B. Jenkins — The Deliverance - Blake Cameron James — We Grown Now - Percy Daggs IV — Never Let Go – Lass niemals los(Never Let Go) - Jeremiah Daniels — Color Book | - Jomo Fray — Die Nickel Boys (Nickel Boys) - Andrés Arochi — Longlegs - Justin Derry — She Taught Love - Lachlan Milne — Exhibiting Forgiveness - Rob Hardy — The Book of Clarence |

## Fernsehen

### Drama
| Beste Dramaserie | Beste Dramaserie |
| --- | --- |
| - Alex Cross (Cross) - 9-1-1 - Bel-Air - Found - Reasonable Doubt | |
| Bester Hauptdarsteller in einer Dramaserie | Bester Hauptdarsteller in einer Dramaserie |
| - Michael Rainey Jr. — Power Book II: Ghost - Aldis Hodge — Alex Cross (Cross) - Donald Glover — Mr. & Mrs. Smith - Harold Perrineau — FROM - Jabari Banks — Bel-Air | - Queen Latifah — The Equalizer - Angela Bassett — 9-1-1 - Emayatzy Corinealdi — Reasonable Doubt - Shanola Hampton — Found - Zoe Saldaña — Special Ops: Lioness (Lioness)     |
| Bester Nebendarsteller in einer Dramaserie | Beste Nebendarstellerin in einer Dramaserie |
| - Cliff Smith – Power Book II: Ghost - Adrian Holmes — Bel–Air - Isaiah Mustafa — Alex Cross (Cross) - Jacob Latimore — The Chi - Morris Chestnut — Reasonable Doubt | - Lynn Whitfield — The Chi - Adjoa Andoh — Bridgerton - Coco Jones — Bel-Air - Golda Rosheuvel — Bridgerton - Lorraine Toussaint — The Equalizer                               |
| Beste Regie in einer Dramaserie | Bestes Drehbuch in einer Dramaserie |
| - Rapman — Supacell - Carl Franklin — Monster: Die Geschichte von Lyle und Erik Menendez (Monsters: The Lyle and Erik Menendez Story) - Marta Cunningham — Genius: MLK/X - Marta Cunningham — Genius: MLK/X - Paris Barclay — Monster: Die Geschichte von Lyle und Erik Menendez (Monsters: The Lyle and Erik Menendez Story) | - Ben Watkins — Alex Cross (Cross) - Azia Squire — Bridgerton - Francesca Sloane, Donald Glover — Mr. & Mrs. Smith - Geetika Lizardi — Bridgerton - Lauren Gamble — Bridgerton |

### Comedy
| Beste Comedy-Serie | Beste Comedy-Serie |
| --- | --- |
| - Abbott Elementary - How to Die Alone - Poppa's House - The Neighborhood - The Upshaws | |
| Bester Hauptdarsteller in einer Comedy-Serie | Beste Hauptdarstellerin in einer Comedy-Serie |
| - Damon Wayans — Poppa's House - Cedric the Entertainer — The Neighborhood - David Alan Grier — St. Denis Medical - Delroy Lindo — UnPrisoned - Mike Epps — The Upshaws                                            | - Quinta Brunson — Abbott Elementary - Ayo Edebiri — The Bear: King of the Kitchen (The Bear) - Kerry Washington — UnPrisoned - Natasha Rothwell — How to Die Alone - Tichina Arnold — The Neighborhood |
| Bester Nebendarsteller in einer Comedy-Serie | Beste Nebendarstellerin in einer Comedy-Serie |
| - Damon Wayans Jr. — Poppa's House - Giancarlo Esposito — The Gentlemen - Kenan Thompson — Saturday Night Live - Tyler James Williams — Abbott Elementary - William Stanford Davis — Abbott Elementary             | - Danielle Pinnock — Ghosts - Ego Nwodim — Saturday Night Live - Janelle James — Abbott Elementary - Sheryl Lee Ralph — Abbott Elementary - Wanda Sykes — The Upshaws                                   |
| Beste Regie in einer Comedy-Serie | Bestes Drehbuch in einer Comedy-Serie |
| - Tiffany Johnson — How to Die Alone - Ayo Edebiri — The Bear: King of the Kitchen (The Bear) - Bentley Kyle Evans — Mind Your Business - Robbie Countryman — The Upshaws - William Smith — The Vince Staples Show | - Crystal Jenkins — No Good Deed - Ashley Nicole Black — Shrinking - Brittani Nichols — Abbott Elementary - Diarra Kilpatrick — Diarra From Detroit - Jordan Temple — Abbott Elementary                 |

### Fernsehfilm, Miniserie oder Special
| Bester Fernsehfilm, Miniserie oder Special | Bester Fernsehfilm, Miniserie oder Special |
| --- | --- |
| - Fight Night: The Million Dollar Heist - Genius: MLK/X - Griselda - Rebel Ridge - The Madness | |
| Bester Hauptdarsteller in einem Fernsehfilm oder Miniserie | Beste Hauptdarstellerin in einem Fernsehfilm oder Miniserie |
| - Aaron Pierre — Rebel Ridge - Colman Domingo — The Madness - Kelvin Harrison Jr. — Genius: MLK/X - Kevin Hart — Fight Night: The Million Dollar Heist - Laurence Fishburne — Clipped                                                         | - Naturi Naughton — Abducted at an HBCU: A Black Girl Missing Movie - Aunjanue Ellis-Taylor — The Supremes at Earl's All-You-Can-Eat - Sanaa Lathan — The Supremes at Earl's All-You-Can-Eat - Sofía Vergara — Griselda - Uzo Aduba — The Supremes at Earl's All-You-Can-Eat                            |
| Bester Nebendarsteller in einer Miniserie oder einem Fernsehfilm | Beste Nebendarstellerin in einer Miniserie oder einem Fernsehfilm |
| - Samuel L. Jackson — Fight Night: The Million Dollar Heist - Don Cheadle — Fight Night: The Million Dollar Heist - Luke James — Them: The Scare - Ron Cephas Jones — Genius: MLK/X - Terrence Howard — Fight Night: The Million Dollar Heist | - Taraji P. Henson — Fight Night: The Million Dollar Heist - Brandy Norwood — Descendants: The Rise of Red - Jayme Lawson — Genius: MLK/X - Loretta Devine — Terry McMillan Presents: Tempted By Love - Sanaa Lathan — Young. Wild. Free.                                                               |
| Beste Regie in einem Fernsehfilm oder Special | Bestes Drehbuch in einem Fernsehfilm oder Special |
| - Tina Mabry — The Supremes at Earl's All-You-Can Eat - Kelley Kali — Kemba - Marcelo Gama — BET Awards 2024 - Shanta Fripp — Black Men's Summit - Thembi L. Banks — Young. Wild. Free                                                        | - Juel Taylor, Tony Rettenmaier, Thembi L. Banks — Young. Wild. Free. - Brandon Espy, Carl Reid — Mr. Crocket - Bree West, Chazitear — A Wesley South African Christmas - Rudy Mancuso, Dan Lagana — Música - Tina Mabry, Gina Prince-Bythewood, Cee Marcellus — The Supremes at Earl's All-You-Can-Eat |
| Beste Synchronisation (Fernsehen) | Bester Gastdarsteller |
| - Cree Summer — Rugrats - Angela Bassett — Orion und das Dunkel (Orion and the Dark) - Cree Summer — The Legend of Vox Machina - Dawnn Lewis — Star Trek: Lower Decks - Keke Palmer — The Second Best Hospital in the Galaxy                  | - Marlon Wayans — Bel-Air - Ayo Edebiri— Saturday Night Live - Cree Summer — Abbott Elementary - Keegan-Michael Key — Abbott Elementary - Maya Rudolph — Saturday Night Live |
| Bester Kinderdarsteller | |
| - Leah Sava Jeffries — Percy Jackson: Die Serie (Percy Jackson and the Olympians) - Caleb Elijah — Alex Cross (Cross) - Graceyn Hollingsworth — Gracie's Corner - Melody Hurd — Alex Cross (Cross) - TJ Mixson — The Madness                  | |

### Reality-Serie und Varieté-Shows
| Beste Talkshow | Beste Reality- oder Gameshow |
| --- | --- |
| - The Jennifer Hudson Show - Hart to Heart - Sherri - Tamron Hall - The Shop (Staffel 7)                                              | - Celebrity Family Feud - Password - Rhythm + Flow - The Real Housewives of Potomac - Tia Mowry: My Next Act |
| Beste Nachrichtensendung | Bester Moderator einer Talkshow |
| - The Reidout - Black Men's Summit - Finding Your Roots with Henry Louis Gates, Jr. - Laura Coates Live - NewsNight with Abby Phillip | - Jennifer Hudson – The Jennifer Hudson Show - Abby Phillip – NewsNight with Abby Phillip - Henry Louis Gates, Jr. – Finding Your Roots with Henry Louis Gates, Jr. - Joy Reid – The Reidout - Sherri Shepherd – Sherri |
| Beste Varieté-Show (Series or Special)                                                                                                | Bester Moderator einer Reality-, Game- oder Varietée-Show |
| - Jamie Foxx: What Had Happened Was... - BET Awards 2024 - Deon Cole: Ok, Mister - Katt Williams: Woke Foke - Saturday Night Live     | - Keke Palmer – Password - Alfonso Ribeiro – Dancing with the Stars - Nick Cannon – The Masked Singer - Steve Harvey – Celebrity Family Feud - Taraji P. Henson – BET Awards 2024                                       |

### Weitere Kategorien
| Beste Kurzserie (Reality oder Fiktion) | Beste Animationsserie |
| --- | --- |
| - The Prince of Death Row Records - In the Margins - NCAA Basketball on CBS Sports - Roots of Resistance - SC Featured                        | - Gracie's Corner - Arielle (Ariel) - Everybody Still Hates Chris - Iwájú - Moon Girl and Devil Dinosaur |
| Beste Kinderserie | Bester Kreativ-Newcomer (Fernsehen) |
| - Gracie's Corner - Craig of the Creek - Descendants: The Rise of Red - Sesamstraße (Sesame Street) - Snoopy Presents: Welcome Home, Franklin | - Ayo Edebiri — The Bear: King of the Kitchen (The Bear) - Diarra Kilpatrick — Diarra from Detroit - Maurice Williams — The Madness - Thembi L. Banks — Young. Wild. Free. - Vince Staples — The Vince Staples Show |
| Bestes Stunt-Ensemble | |
| - Rebel Ridge - Alex Cross (Cross) - Grotesquerie - Red One - Them: The Scare                                                                 | |

## Dokumentation
| Bester Dokumentarfilm | Bester Dokumentarfilm (Fernsehen)                                                                                       |
| --- | --- |
| - Luther: Never Too Much - Daughters - Frida - King of Kings: Chasing Edward Jones - The Greatest Night in Pop | - Black Barbie: A Documentary - Black Twitter: A People's History - Gospel - Simone Biles Rising - Sprint               |
| Beste Regie in einer Dokumentation | Bester Kurz-Dokumentarfilm                                                                                              |
| - Dawn Porter — Luther: Never Too Much - Bao Nguyen — The Greatest Night in Pop - Deborah Riley Draper — James Brown: Say It Loud - Jason Pollard and Sam Pollard — Ol’ Dirty Bastard: A Tale of Two Dirtys - Nneka Onuorah — Megan Thee Stallion: In Her Words | - How to Sue the Klan - Camille A. Brown: Giant Steps - Danielle Scott: Ancestral Call - Judging Juries - Silent Killer |

## Kostüme, Make-up und Frisuren
| Bestes Kostümdesign | Bestes Make-up |
| --- | --- |
| - Paul Tazewell — Wicked - Ernesto Martinez — Fight Night: The Million Dollar Heist - Megan Coates — Shirley - Gersha Phillips — The Big Cigar - Francine Jamison-Tanchuck — The Piano Lesson | - Debi Young — Shirley - Carol Rasheed — Fight Night: The Million Dollar Heist - Rebecca Lee — Shōgun - Matiki Anoff — The Book of Clarence - Para Malden — The Piano Lesson |
| Beste Frisuren | |
| - Lawrence Davis — Fight Night: The Million Dollar Heist - Terry Hunt — Bel-Air - Nakoya Yancey — Shirley - Brian Badie — The Penguin - Andrea Mona Bowman — The Piano Lesson                 | |

## Musik
| Bestes Album | Bester Newcomer |
| --- | --- |
| - Cowboy Carter — Beyoncé - Alligator Bites Never Heal — Doechii - Cape Town to Cairo — PJ Morton - Coming Home — Usher - Glorious — GloRilla | - Doechii - Myles Smith - Samoht - Shaboozey - Tyla |
| Bester Sänger | Beste Sängerin |
| - Chris Brown - J. Cole - Kendrick Lamar - October London - Usher | - Beyoncé - Coco Jones - Doechii - GloRilla - H.E.R. |
| Beste Band, Duo oder Kollaboration (Traditional) | Beste Band, Duo oder Kollaboration (Contemporary) |
| - Summertime — Adam Blackstone & Fantasia - Watcha Done Now — Leela James feat. Kenyon Dixon - God Problems (Not by Power) — Maverick City Music feat. Miles Minnick - Made for Me— Muni Long & Mariah Carey - Thankful — Sounds of Blackness feat. Jamecia Bennett & Buddy McLain | - Piece of My Heart — Wizkid feat. Brent Faiyaz - In My Bag — FLO & GloRilla - Rain Down on Me — GloRilla feat. Kirk Franklin, Maverick City Music, Kierra Sheard & Chandler Moore - Coming Home — Usher & Burna Boy - SOS (Sex on Sight) — Victoria Monét feat. Usher    |
| Bestes Soundtrack-Album | Bester Score |
| - Wicked: The Soundtrack - Bob Marley: One Love (Soundtrack) - Genius: MLK/X (Songs from the Original Series) - Reasonable Doubt (Season 2) (Original Soundtrack) - The Book of Clarence (The Motion Picture Soundtrack)                                                           | - Star Wars: The Acolyte (Original Soundtrack) - Challengers (Original Score) - Dune: Part Two (Original Motion Picture Soundtrack) - The American Society of Magical Negroes (Original Motion Picture Soundtrack) - The Book of Clarence (Original Motion Picture Score) |
| Bestes Gospel- oder christliches Album | Bester Gospel- oder christlicher Song |
| - Live Breathe Fight — Tamela Mann - Heart of a Human — DOE - Still Karen — Karen Clark Sheard - Sunny Days — Yolanda Adams - The Maverick Way Reimagined — Maverick City Music | - Working for Me — Tamela Mann - Church Doors — Yolanda Adams - Do It Anyway — Tasha Cobbs Leonard - God Problems (Not by Power) — Maverick City Music feat. Miles Minnick - I Prayed for You (Said a Prayer) — Major.                                                    |
| Bester Soul-/R&B-Song | Bester Hip-Hop-/Rap-Song |
| - Residuals — Chris Brown - 16 Carriages — Beyoncé - Here We Go (Uh Oh) — Coco Jones - I Found You — PJ Morton - Saturn — SZA | - Not Like Us — Kendrick Lamar - Mamushi — Megan Thee Stallion feat. Yuki Chiba - Murdergram Deux — LL Cool J feat. Eminem - Noid — Tyler, the Creator - Yeah Glo! — GloRilla                                                                                             |
| Bester internationaler Song | Bestes Musik- oder Konzertvideo |
| - Hmmm — Chris Brown feat. Davido - Close — Skip Marley - Jump — Tyla - Love Me JeJe — Tems - Piece of My Heart — Wizkid feat. Brent Faiyaz | - Not Like Us — Kendrick Lamar - Alright — Victoria Monét - Alter Ego (ALTERnate Version) — Doechii, JT - Boy Bye — Chloe Bailey - Yeah Glo! — GloRilla |
| Bestes Jazzalbum | |
| - Portrait — Samara Joy - Creole Orchestra — Etienne Charles - Epic Cool — Kirk Whalum - Javon & Nikki Go to the Movies — Javon Jackson and Nikki Giovanni - On Their Shoulders: An Organ Tribute — Matthew Whitaker                                                               | |

## Podcasts und Social Media
| Bester Nachrichten-Podcast | Bester Lifestyle-Podcast |
| --- | --- |
| - Native Land Pod - #SundayCivics - After the Uprising - Into America: Uncounted Millions - The Assignment with Audie Cornish                                               | - We Don't Always Agree with Ryan & Sterling - Balanced Black Girl - Is This Going to Cause An Argument - The R Spot with Iyanla - Therapy for Black Girls |
| Bester Kultur-Podcast | Bester Kunst- und Entertainment-Podcast |
| - Club Shay Shay - Baby, This is Keke Palmer - Higher Learning with Van Lathan and Rachel Lindsay - We Don't Always Agree with Ryan & Sterling - What Now? with Trevor Noah | - Two Funny Mamas - Naked Sports with Cari Champion - Nightcap - Questlove Supreme - R&B Money Podcast                                                     |
| Social-Media-Person des Jahres | |
| - Shirley Raines - Kai Cenat - Keith Lee - RaeShanda Lias - Tony Baker | |

## Sonderpreise
| President's Award                                                            |
| ---------------------------------------------------------------------------- |
| - Dave Chappelle                                                             |
| Chairman's Award                                                             |
| - Kamala Harris                                                              |
| Founder's Award                                                              |
| - BET                                                                        |
| Vanguard Award                                                               |
| - Essence Communications Inc.                                                |
| Entertainer of the Year                                                      |
| - Keke Palmer - Cynthia Erivo - Kendrick Lamar - Kevin Hart - Shannon Sharpe |
| The Mildred Bond Roxborough Social Justice Impact Award                      |
| - Jotaka Eaddy                                                               |
| NAACP-Archewell Digital Civil Rights Award                                   |
| - Alondra Nelson                                                             |